# Луиза Аделаида де Бурбон (1757—1824)
Луиза Аделаида де Бурбон (фр. Louise Adélaïde de Bourbon, 5 октября 1757, Замок Шантийи — 10 марта 1824, Париж) — французская монахиня. Последняя настоятельница Ремирмонского аббатства; на заре реставрации Бурбонов основала религиозную общину, прославившуюся среди французских католиков под названием Bénédictines de la rue Monsieur.

## Биография
Луиза Аделаида де Бурбон родилась в замке Шантильи в 1757 году; она была третьей и последней дочерью Луи-Жозефа де Бурбона, принца Конде (1736—1818) и его жены Шарлотты де Роган (1737—1760), дочери Шарля де Рогана, принца Субиз. Будучи членом правящего дома Бурбонов, она была принцессой крови; это дало ей право на обращение Ваше Высочество. Она получила образование в Пентемонтском аббатстве, одной из самых престижных парижских школ для дочерей аристократов.
При дворе она была известна как мадемуазель Конде, а в некоторых источниках она называется принцессой Конде.
Потомок Великого Конде, Луиза Аделаида была тётей последнего герцога Энгиенского. Она была также троюродной сестрой будущего революционера Филиппа Эгалите. Её двоюродным братом был Шарль Ален, принц Гемене, сын её тёти Виктории де Роган, принцессы Гемене.
Луиза Аделаида должна была выйти замуж за своего дальнего родственника Шарля Филиппа, графа д’Артуа, но брак не состоялся; Карл позже женился на принцессе Марии-Терезе Савойской и стал королём Франции Карлом X во время реставрации Бурбонов.
Её мать умерла в отеле Конде, по словам герцога Люина — после продолжительной болезни; в то время Луизе Аделаиде было всего три года. В результате Луиза Аделаида была передана на воспитание её двоюродной бабушке Генриетте Луизе де Бурбон (1703—1772).
Генриетта была аббатисой бенедиктинского монастыря Бомон-ле-Тур. Из-за монастырского образования почти вся юность Луизы Аделаиды прошла в религиозной обстановке. Её образование было закончено в Пентемонтском аббатстве в Парижа. В 1780 году мадемуазель де Конде попросила разрешения покинуть монастырь. Именно в это время она построила отель Бурбон-Конде в качестве личной резиденции, в то время как её отец до сих пор использовал Бурбонском дворце, построенным ещё его бабушкой Луизой Франсуазой де Бурбон, в качестве своей главной резиденции в Париже. Её положение не позволило ей выйти замуж. В 1786 году она была назначена настоятельницей Ремирмонского аббатства. Однако она посетила монастырь не более трёх раз за всё время пребывания в должности.
В 1789 году она бежала в Бельгию, спасаясь от разгорающейся Французской революции. В 1802 году в Польше она постриглась в монахини, и, вернувшись в Париж в 1816 году, основала религиозную общину. Позже она была леди Сен-Пьер, Мец и Четера в собственном праве.
Её отец умер в 1818 году. Луиза Аделаида тихо скончалась в Париже шесть лет спустя, в 1824 году. Через шесть месяцев после её смерти её бывший жених, граф д’Артуа, стал королём Франции Карлом X.